# Uvaldo Luna
Pour les articles homonymes, voir Luna.
Uvaldo Luna Martínez, abrégé Uvaldo Luna, né le 21 décembre 1993 à Houston, est un footballeur mexico-américain. Il évolue au poste de milieu de terrain au club des Patriotas Boyacá, en prêt des Tigres UANL.

## Carrière

### En club
Uvaldo Luna est prêté au club des Patriotas Boyacá en juin 2016.

### En sélection nationale
Luna est appelé pour jouer avec l'équipe des États-Unis des moins de 18 ans en 2010, puis avec les moins de 20 ans en janvier 2012.
Il est ensuite convoqué avec la sélection mexicaine des moins de 20 ans et participe au Tournoi de Toulon en 2013 et 2015.
Il dispute également avec le Mexique la Coupe du monde des moins de 20 ans 2013 organisée en Turquie. Lors du mondial junior, il joue trois matchs, et inscrit un but contre le Mali. Le Mexique est éliminé au stade des huitièmes de finale par l'Espagne.

## Statistiques
| Saison                | Club                    | Championnat           | Championnat | Championnat | Coupe(s) nationale(s) | Coupe(s) nationale(s) | Compétition(s) continentale(s) | Compétition(s) continentale(s) | Compétition(s) continentale(s) | Total | Total |
| Saison                | Club                    | Division              | M.          | B.          | M.                    | B.                    | Comp.                          | M.                             | B.                             | M.    | B.    |
| 2014-2015             | Tigres UANL             | Liga MX               | 1           | 0           | 5                     | 0                     | Cl                             | 1                              | 0                              | 7     | 0     |
| 2015-2016             | Tigres UANL             | Liga MX               | 1           | 0           | 2                     | 1                     | CL                             | 2                              | 0                              | 5     | 1     |
| 2016                  | Patriotas Boyacá (prêt) | Primera A             | 22          | 1           | 4                     | 0                     | -                              | -                              | -                              | 26    | 1     |
| Total sur la carrière | Total sur la carrière   | Total sur la carrière | 24          | 1           | 11                    | 1                     | -                              | 3                              | 0                              | 38    | 2     |

## Palmarès
Il remporte le tournoi d'ouverture du championnat du Mexique 2015 et il est finaliste de la Copa Libertadores 2015 avec les Tigres UANL.
En sélection, il remporte le championnat de la CONCACAF des moins de 20 ans en 2013 et il est finaliste des Jeux panaméricains en 2015.